# Walther Schaumann
Walther Schaumann (Vienna, 2 settembre 1923 – Laas, 13 ottobre 2004) è stato un militare e storico austriaco.

## Biografia
Walther Schaumann nacque a Vienna nel 1923, figlio di Ernst, combattente della Grande Guerra, e di Ingeborg. Già dal 1930 la famiglia si trasferì dapprima in Alto Adige e poi in Istria ove rimase sino alla fine della seconda guerra mondiale.
Durante la chiamata alle armi della seconda guerra mondiale, prestò servizio nella marina militare tedesca nel Mediterraneo e dopo il conflitto Walther e i suoi genitori rientrarono in patria ed egli entrò a far parte dell'esercito federale austriaco riuscendo, con una brillante carriera, a raggiungere il grado di colonnello. Laureatosi nel frattempo in storia, fu docente di storia contemporanea al Theresianum dopo la morte improvvisa del padre, già docente nel medesimo istituto.
Nel 1973 fu il fondatore dell'associazione culturale Dolomitenfreunde - Amici delle Dolomiti per la promozione del recupero storico delle aree della prima guerra mondiale nelle Dolomiti italiane, di cui si occupò soprattutto dopo il suo pensionamento avvenuto nel 1983.
Nella sua carriera di studioso fu un pioniere nel campo della tutela e della valorizzazione delle testimonianze della Grande Guerra sulle montagne, redigendo anche una famosa guida storico-escursionistica del Monte Piana e della zona di Passo di Monte Croce Carnico.
A Kötschach-Mauthen, nel 1981, fondò un museo per raccogliere il materiale bellico emerso durante gli scavi.
Morì nel 2004 e per sua espressa volontà la sua salma è stata tumulata a Kötschach-Mauthen accanto al cimitero militare della prima guerra mondiale.

## Opere
- Walther Schaumann: Ski soldiers and winter combat through the ages; US Army Foreign Science and Technology Center, Techtran Corporation Verlag Army Materiel Command, U.S. Army Foreign Science and Technology Center, 1971.
- Walther Schaumann: Schauplätze des Gebirgskrieges in 5 Bänden; Ghedina & Tassotti Editori, Cortina, 1973.
- Walther Schaumann: La grande guerra 1915/18: storia e itinerari nelle località della guerra; übersetzt von C. Milesi, Verlag Tassotti, 1984.
- Walther Schaumann: Die Bahnen zwischen Ortler und Isonzo 1914–1918; Bohmann Verlag, Wien 1991. ISBN 3-7002-0726-3
- Walther Schaumann: Vom Ortler bis zur Adria - Dall' Ortles all' Adriatico. Die Südwestfront in Bildern - Immagini del fronte italo-austriaco 1915-1918; Mayer&Comp, Wien, 1993. ISBN 3-901025-20-0
- Walther Schaumann, Peter Schubert: Krieg auf der Donau: die Geschichte der österreichisch-ungarischen Donauflottille; Mayer, Klosterneuburg-Wien, 2000. ISBN 3-901025-86-3
- Gabriele und Walther Schaumann: Unterwegs zwischen Save und Soca. Auf den Spuren der Isonzofront, 1915-1917; Verlag Mohorjeva - Hermagoras, Klagenfurt, 2002 (mit Tourenführer). ISBN 3-85013-912-3
- Gabriele und Walther Schaumann: Unterwegs vom Pustertal zum Plöckenpass. Auf den Spuren der Karnischen Front, 1915-1917; Verlag Mohorjeva - Hermagoras, Klagenfurt, 2003 (mit Tourenführer). ISBN 3-85013-983-2
- Gabriele und Walther Schaumann: Unterwegs vom Plöckenpass zum Kanaltal. Auf den Spuren der Karnischen Front, 1915-1917; Verlag Mohorjeva - Hermagoras, Klagenfurt, 2004 (mit Tourenführer). ISBN 3-7086-0025-8
- Walther Schaumann (†): Unterwegs zwischen Krieg und Frieden: Autobiografie; ergänzt von seiner Frau Gabriele und einigen Dolomitenfreunden;  Mohorjeva, Hermagoras; Klagenfurt-Ljubljana-Wien 2006. ISBN 3-7086-0195-5
- Walther Schaumann und Peter Schubert: Das Plöckenpassmuseum. Museum der Gebirgsfront 1915-1918. Rathaus Kötschach-Mauthen. Verlag GHEDINA&Tassotti EDITORI s.r.l. Bassano del Grappa. ISBN 88-7691-010-7
- Walther Schaumann: Monte Piano - Landschaft und Geschichte: Das Freilichtmuseum 1915/17, Ghedina&Tassotti editori s.r.l., Bassano del Grappa. ISBN 88-7691-030-1